# Schloss Wildprechtroda

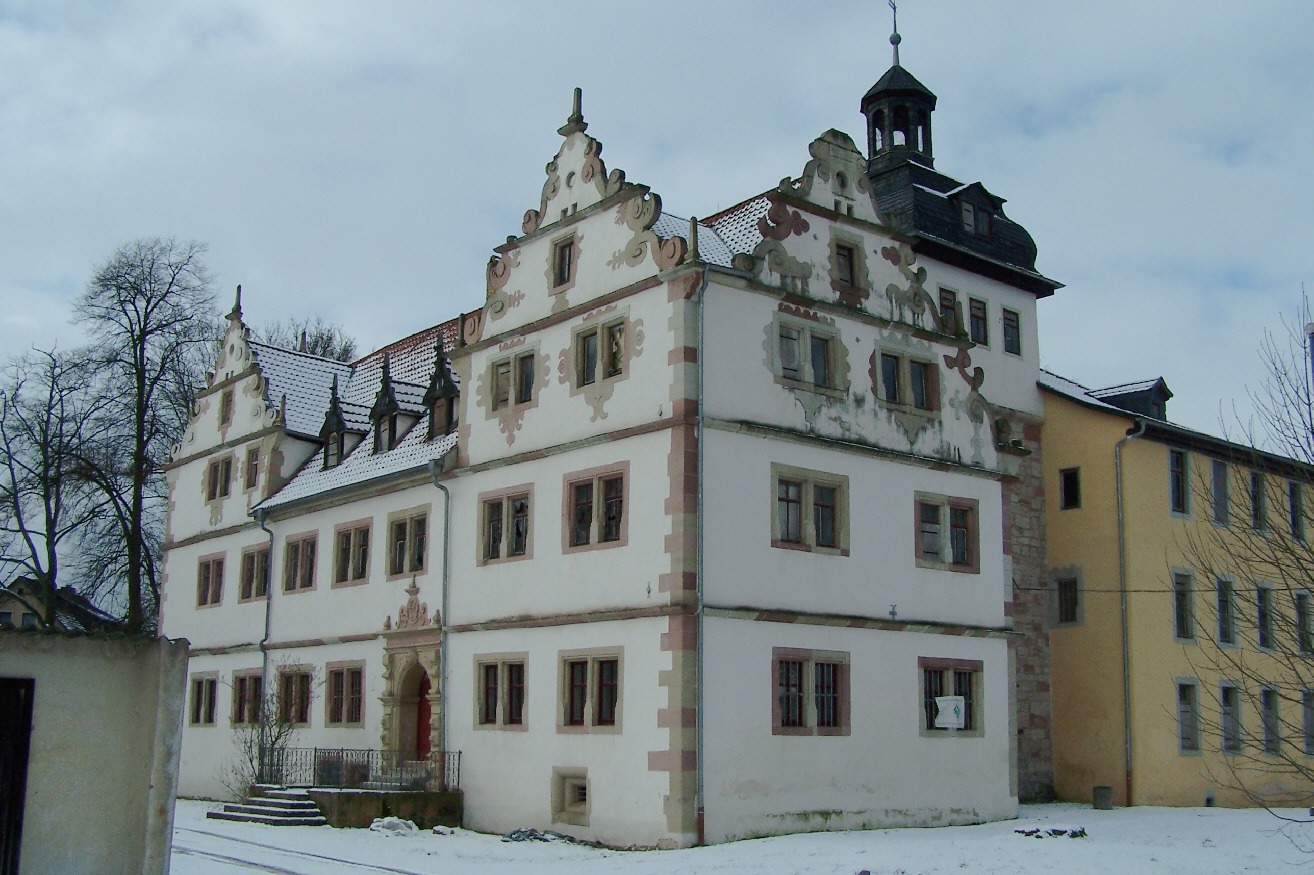
Schloss Wildprechtroda

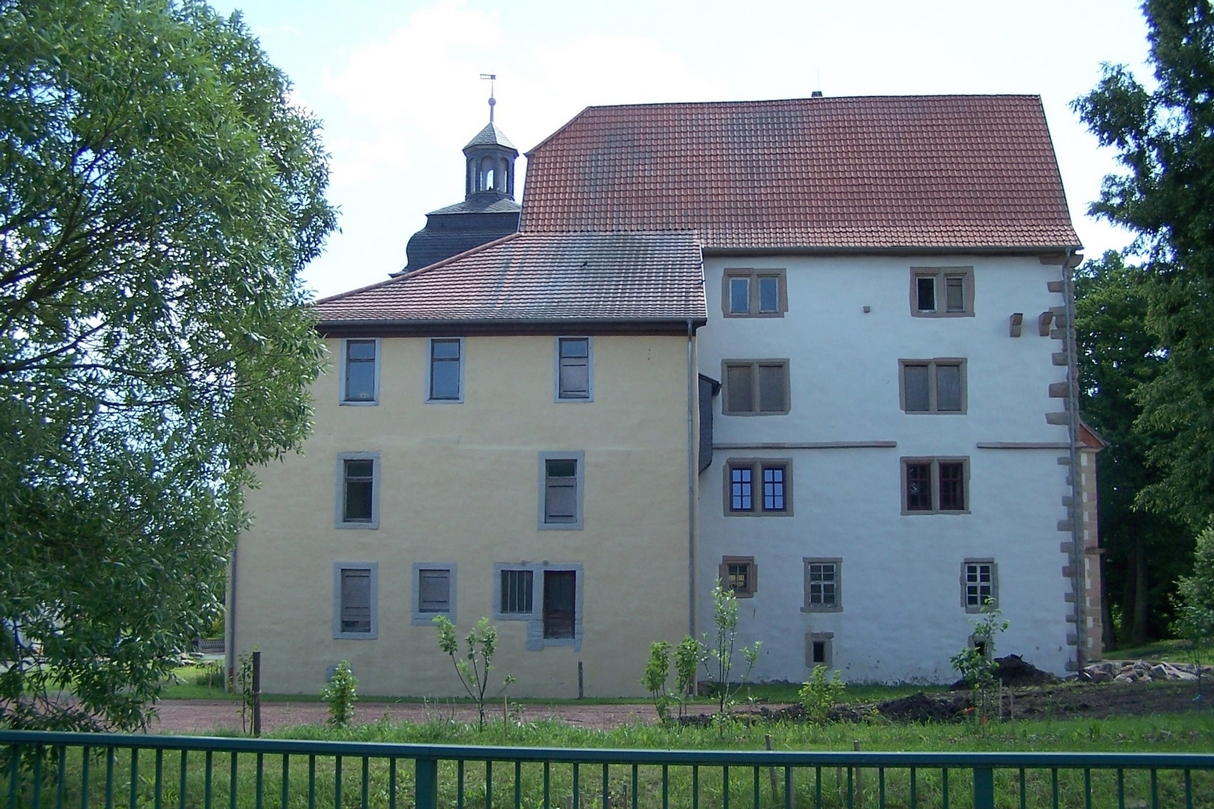
Das Schloss

Das Schloss Wildprechtroda steht im Stadtteil Wildprechtroda der Stadt Bad Salzungen im Wartburgkreis in Thüringen.

## Geschichte
1432 bekamen die Herren von Buttlar einen Anteil des Ortsteils Wildprechtroda zugeteilt. Sie zogen in eine alte Wasserburg ein und nannten sie das „Alte Schloss“. Ort und Raum waren unbequem und wenig repräsentativ, sodass man im 16. Jahrhundert auf den Fundamenten der Wasserburg im italienischen inspirierten Renaissance-Stil das neue Schloss errichten ließ.

## Zum Schloss direkt
Es besteht aus drei Gebäuden um einen Lichthof. Am Wassergraben hielt man damals noch fest. Im hiesigen Schloss ließ das DDR-Regime Aussiedler aus deutschen Ostgebieten einziehen. Bis zum Ende der DDR wohnten 27 Familien im Schloss.
1996 kaufte das Ehepaar Otto von Butler (Buttlar) das Geburtshaus zurück und begann mit der Sanierung. 2011 zog die Familie selbst in das Schloss in das Erdgeschoss ein. Das Denkmal ist für die Öffentlichkeit nicht begehbar. Nur der Saal kann für private Feiern genutzt werden.